# Idomacromia jillianae
Idomacromia jillianae é uma espécie de libelinha da família Corduliidae.
É endémica do Uganda.
Os seus habitats naturais são: florestas subtropicais ou tropicais húmidas de baixa altitude.
Está ameaçada por perda de habitat.